# 大鱗南氏魚
大鱗南氏魚，為輻鰭魚綱水珍魚目小口兔鮭科的其中一種，為亞熱帶魚類，分布於西印度洋南非納塔爾外海海域，棲息深度458公尺，體長可達20公分，棲息在中層水域，生活習性不明。